# Apistogramma cacatuoides
Apistogramma cacatuoides è un pesce d'acqua dolce, appartenente alla famiglia Cichlidae.

## Distribuzione e habitat
Il suo areale d'origine è situato in Colombia, in fiumi appartenenti al bacino idrografico del Rio delle Amazzoni, dove popola ambienti con acque lente e abbondante presenza di vegetazione.

## Descrizione
Presenta un corpo tozzo ma allungato, compresso ai fianchi, con testa e occhi grandi, fronte curva. Il peduncolo caudale è corto e robusto, la coda a delta. La pinna dorsale è alta e lunga, l'anale allungata, le ventrali appuntite. La livrea presenta un corpo grigio-beige con una grande linea nera che attraversa orizzontalmente i fianchi e piccole chiazze brune sul dorso e sulla testa. Le pinne sono chiazzate e colorate. 
Questa specie ha un vistoso dimorfismo sessuale: il maschio ha dimensioni e stazza maggiori della femmina ma soprattutto possiede una grande pinna dorsale a vela, appuntita e fornita di sfrangi, da cui deriva il nome scientifico cacatuoides, che richiama i famosi pappagalli Cacatua.

Le dimensioni si attestano sui 5 cm per la femmina e sui 9 cm per il maschio.

### Varietà
Con l'allevamento in acquario nel corso degli anni sono state selezionate numerose varietà, spesso con colori particolari e vivaci.

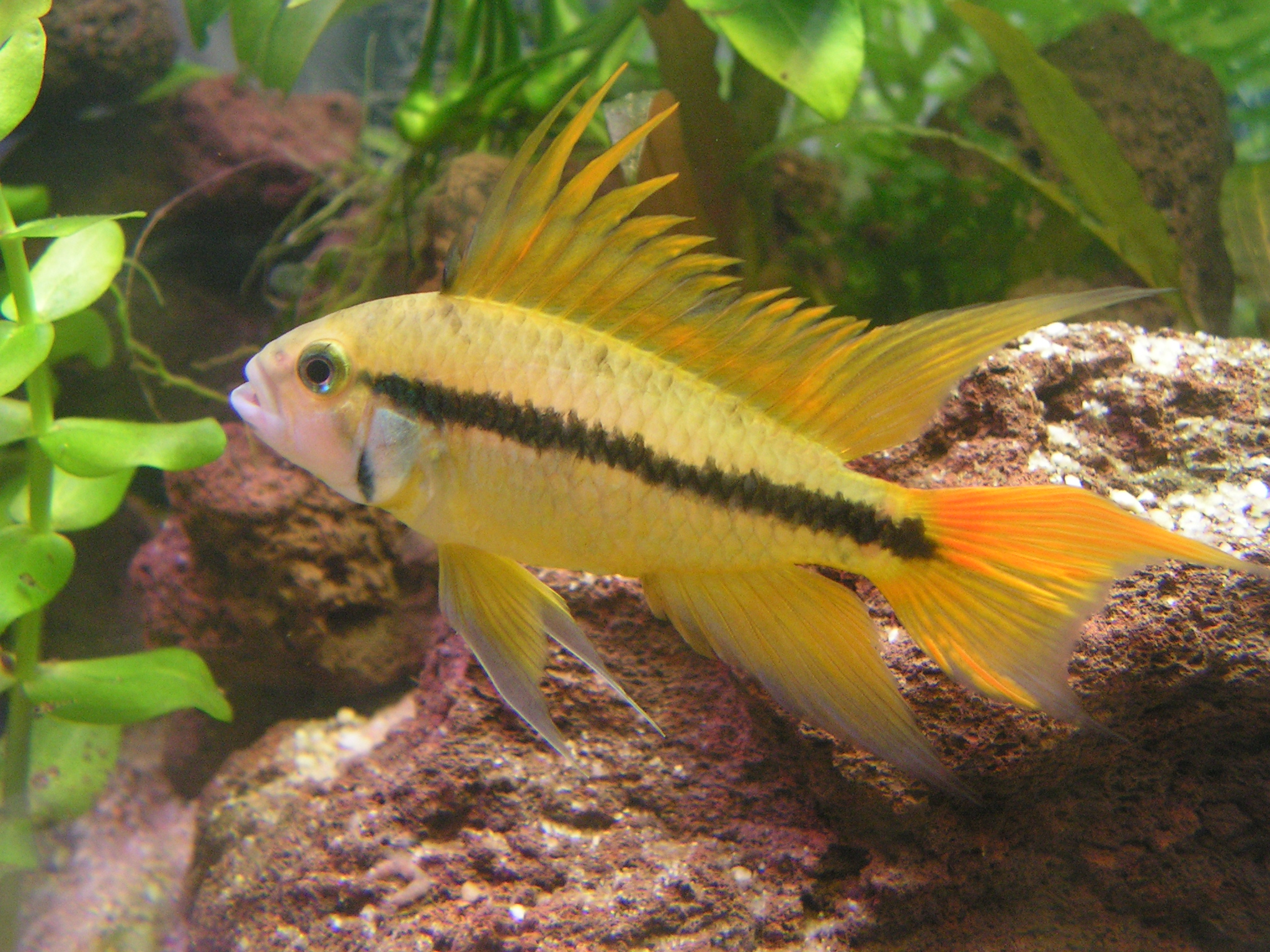
Un maschio "flame"
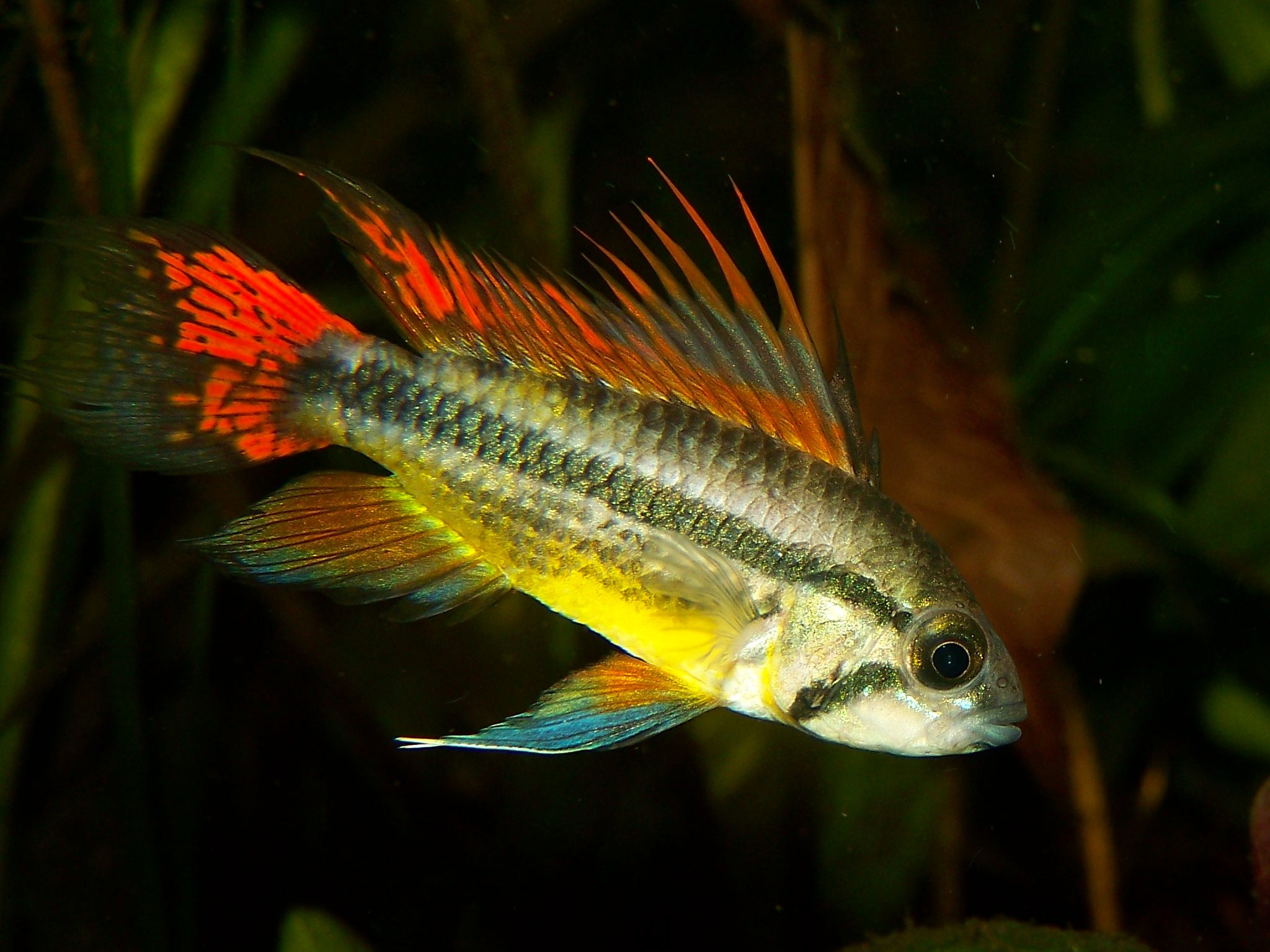
Un maschio "mannetje"
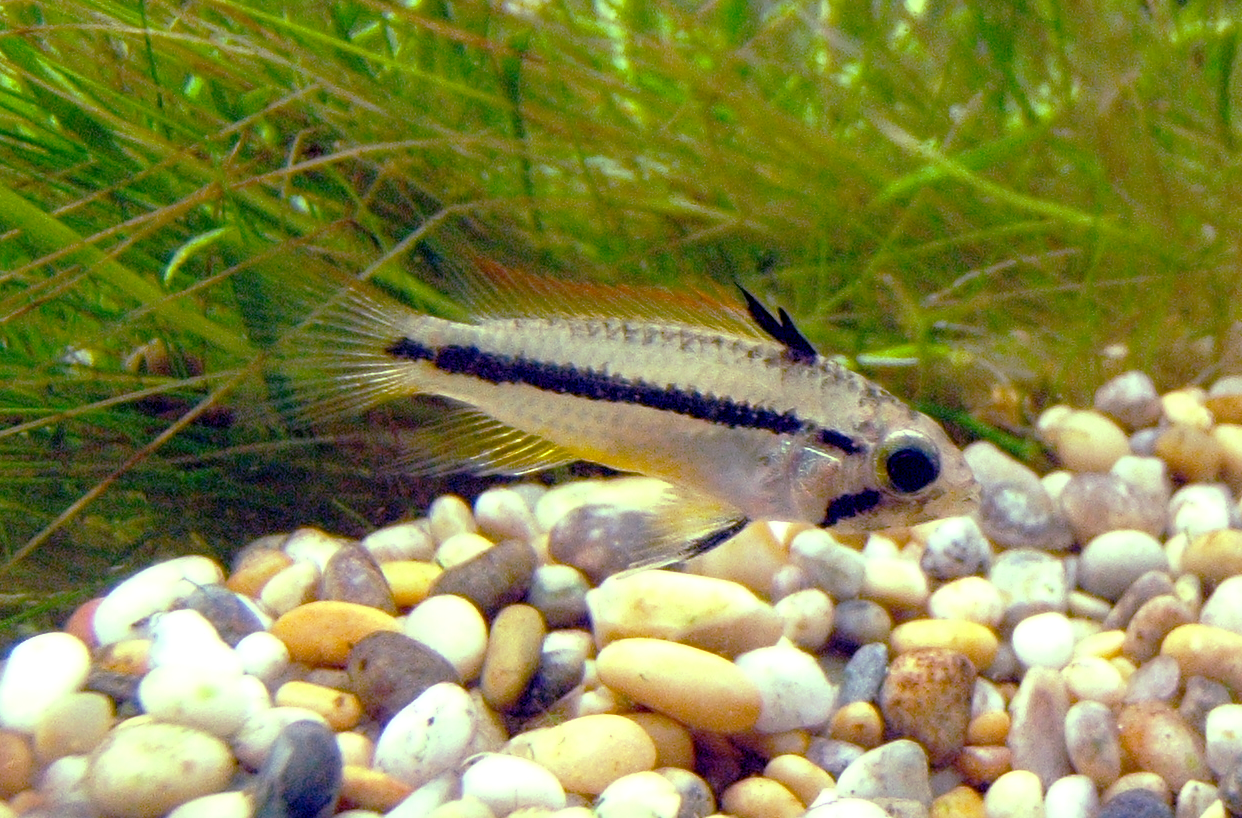
Una femmina
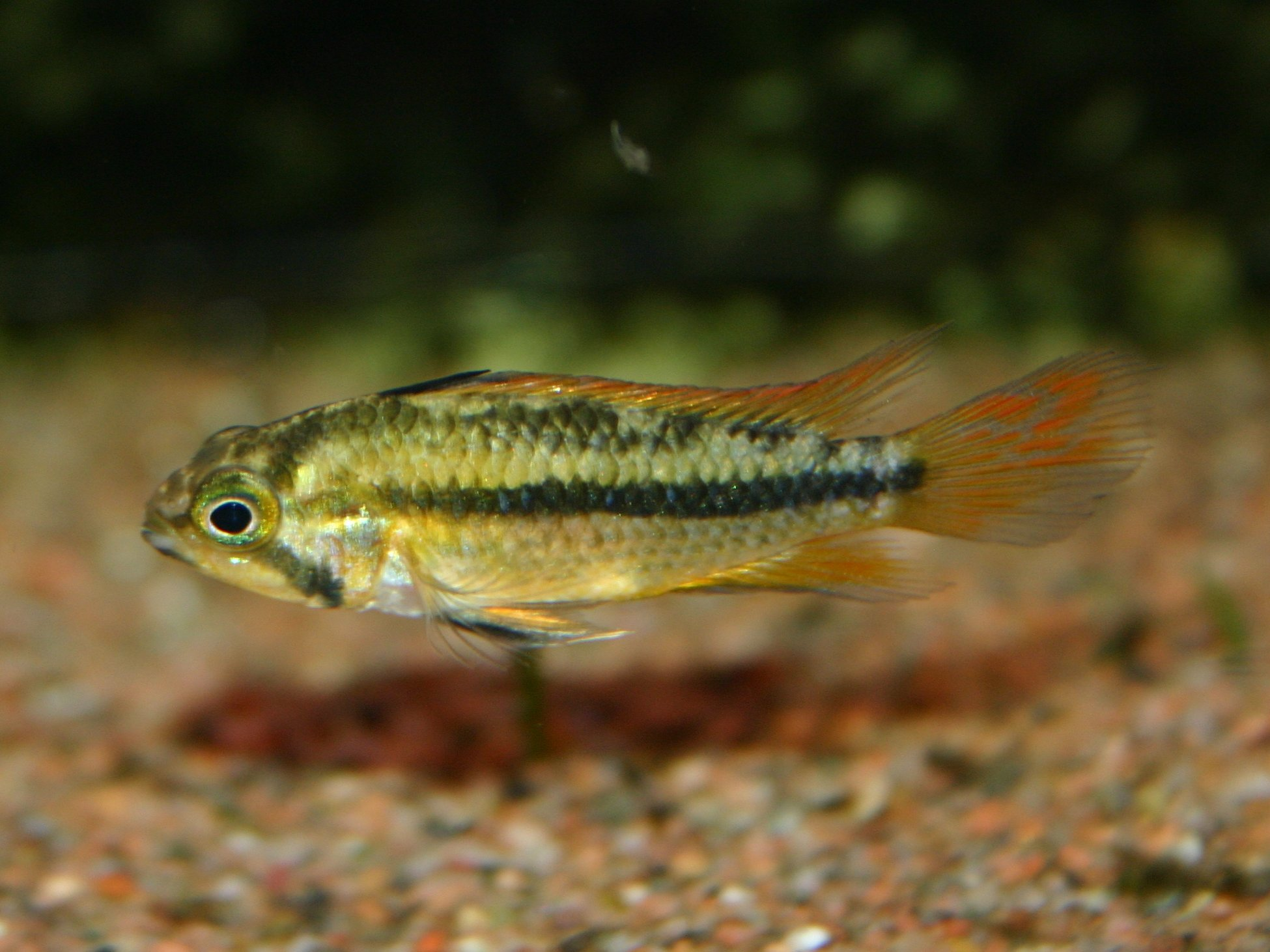
Una femmina

## Riproduzione

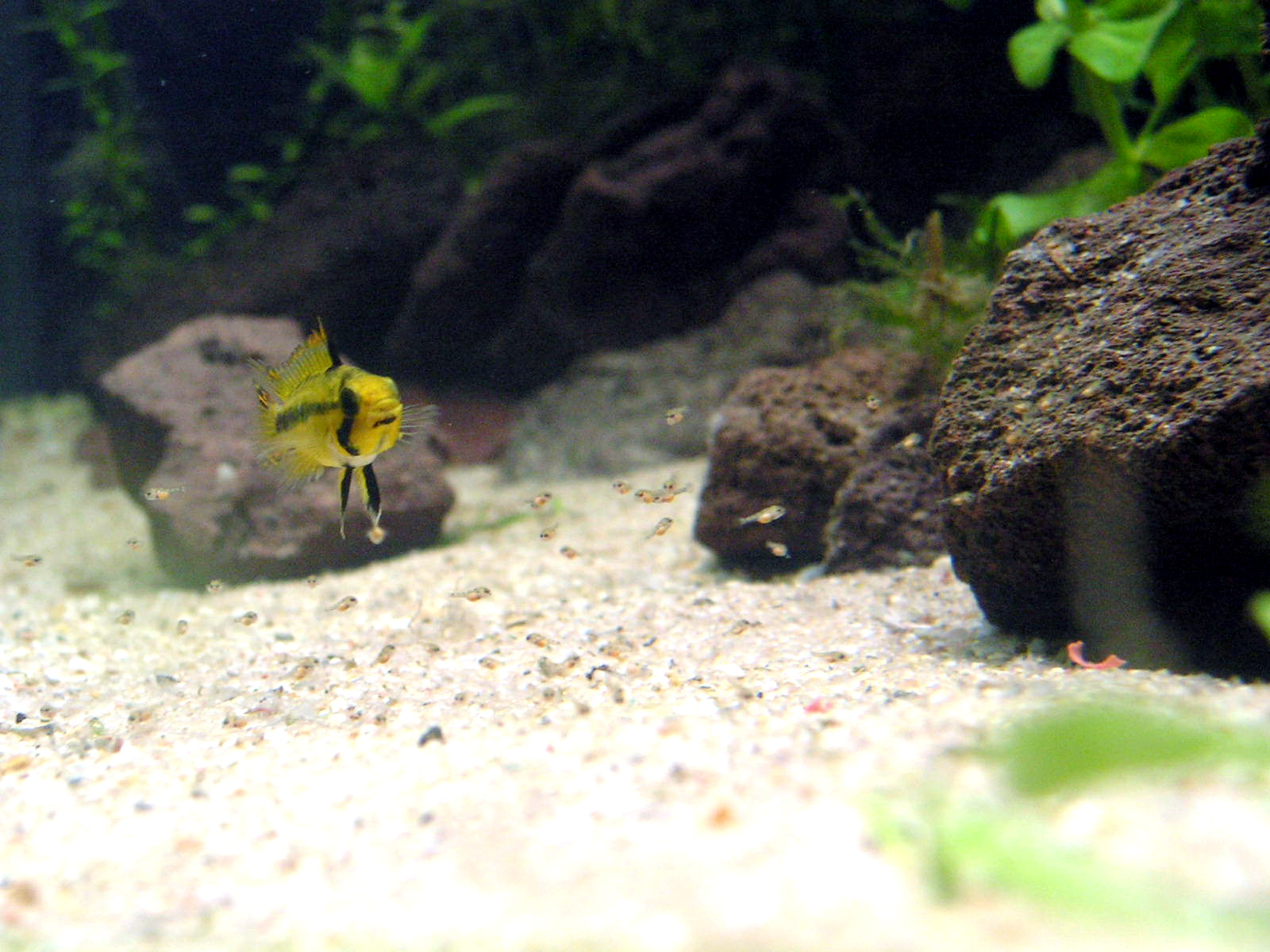
Una femmina con prole

Entrambi i genitori partecipano alle cure parentali tipiche dei Ciclidi; il maschio vigila l'area della deposizione, mentre la femmina bada alle uova ed agli avannotti.
Le uova, in numero inferiore a 100, vengono deposte all'interno di una cavità, come una pietra o un legno.
In questa fase il maschio è molto territoriale ed aggressivo con altri maschi della stessa specie.

## Acquariofilia
Questo pesce è frequentemente allevato in acquario perché dotato di stupendi colori e complessivamente poco esigente, ama l'acqua abbastanza tenera e con pH leggermente acido. Anche la riproduzione è un evento comune.